# NGC 2223
NGC 2223 (другие обозначения — ESO 489-49, MCG −4-16-2, UGCA 129, AM 0622-224, IRAS06224-2248, PGC 18978) — спиральная галактика с перемычкой (SBb) в созвездии Большой Пёс.
Этот объект входит в число перечисленных в оригинальной редакции «Нового общего каталога».
В галактике вспыхнула сверхновая SN 1993K типа II. Её пиковая видимая звёздная величина составила 14,5.
NGC 2223 относится к так называемым «галактикам с вереницами» (длинными прямыми изолированными отрезками спиральных рукавов), которые выделил Б. А. Воронцов-Вельяминов. Наиболее заметные «вереницы» в ней находятся на концах рукавов. Они довольно размыты, но содержат яркие вкрапления областей H II. В целом галактика имеет сложный спиральный узор, асимметричный относительно центра. 